# Schloss Weilheim in Oberbayern

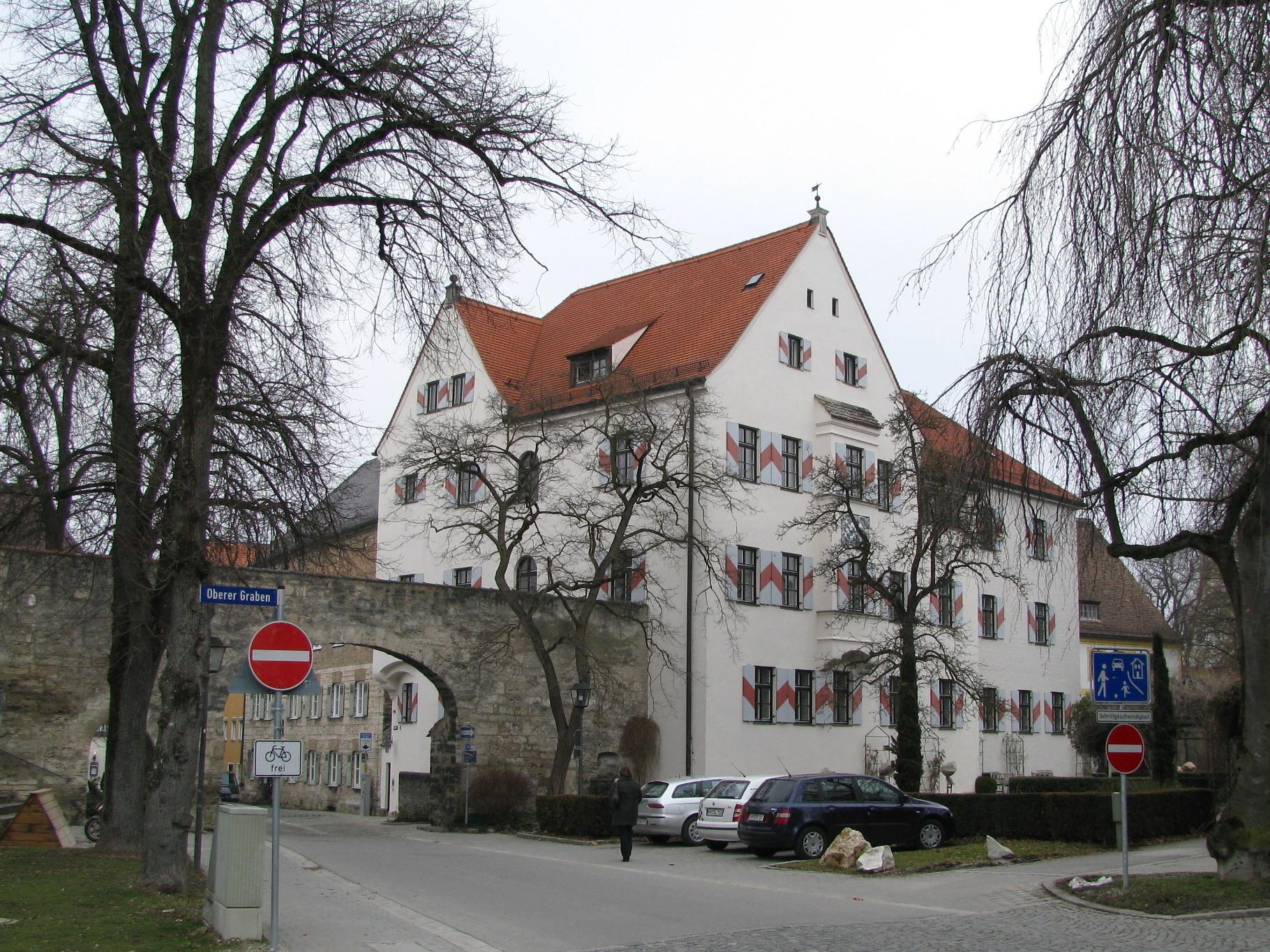
Ehemaliges „Herzogliches Pflegschloss“, heute Finanzamt

Schloss Weilheim ist ein ehemaliges Schloss in Weilheim im oberbayerischen Landkreis Weilheim-Schongau. Es wurde 1857 und 1909 umgebaut und wird heute als Amtsgebäude des Finanzamts genutzt. 

## Geschichte
Das Schloss in der Hofgasse wurde vermutlich gegen Ende des 11. Jahrhunderts erbaut. Um 1080 werden die Edlen von Weilheim urkundlich erwähnt. Ab 1506 war das Schloss Sitz des Landrichters von Weilheim. Der Landrichter- und Pflegeamtssitz wurde im Jahre 1520 vom Hochschloss Pähl endgültig nach Weilheim verlegt und das Schloss diente als herzogliches Pflegschloss. Um 1690 erfolgte ein Neubau des Schlosses. Ab 1803 erfolgte die Nutzung als Rentamt. Anstelle des Pflegschlosses wurde 1857 der östliche Abschnitt, 1909 der westliche Teil des heutigen Finanzamtes im Wesentlichen neu erbaut.

## Baugeschichte
Das Gebäude ist ein Baudenkmal mit der BLfD-Aktennummer D-1-90-157-43:

„Ehemaliges Rentamt anstelle des Pflegschlosses, jetzt Finanzamt: schlossartiger dreigeschossiger Gruppenbau zu drei bzw. vier Geschossen mit Sattel- und Walmdach, Flacherker und neuklassizistischem Portal, östlicher Abschnitt 1857, westlicher Teil 1909;
Torbogen, verputzt, wohl noch 1857.“

Ebenso wird es als Bodendenkmal unter der Aktennummer D-1-8132-0175 im Bayernatlas als „untertägige mittelalterliche und frühneuzeitliche Befunde im Bereich des ehem. herzoglichen Pflegschlosses in Weilheim i.OB und seiner Vorgängerbauten“ geführt.